# Martha and the Vandellas
Martha and the Vandellas foi um girl group formado pela Motown no anos 60. Martha Reeves, Annette Beard, Gloria Williamson e Rosalind Ashford fundaram um grupo chamado The Del-Phis em 1960, posteriormente lançando um compacto mal-sucedido como The Vels. Reeves, então secretária na Motown, foi chamada para gravar em 1962 depois que Mary Welss não apareceu para a sessão de estúdio. "I'll Have to Let Him Go" tornou-se o primeiro compacto de Martha & the Vandellas.
Seu próximo compacto, "Come and Get These Memories", foi um grande êxito, seguido por "(Love Is Like a) Heat Wave" e "Quicksand". "Dancing in the Street" (1964) tornou-se então o maior sucesso do grupo. Depois de mudanças na formação, as Vandellas deixam a Motown e acabam se separando em 1972.
Martha Reeves continuou a trabalhar como artista solo, mas nem ela nem nenhuma das outras integrantes conseguiu alcançar o sucesso que tiveram nos dias áureos. Nos anos 90, Martha voltou a tocar com as Vandellas novamente, com dois grupos de forma alternada: um formado pelas integrantes originais (Ashford e Beard) e outro por suas irmãs Lois e Delphine.

## Discografia
- Come and Get These Memories (1963)
- Heat Wave (1963)
- Martha & the Vandellas Greatest Hits (1964)
- Dance Party (1964)
- Watchout! (1966)
- Martha & the Vandellas Live! (1967)
- Ridin' High (1967)
- Sugar 'n' Spice (1969)
- Natural Resources (1970)
- Black Magic (1972)
- Live Wire!' (1993) (coletânea)
- The Ultimate Collection (1998) (coletânea)